# Antonio Birabent
Antonio Birabent (Buenos Aires, 3 de enero de 1969) es un actor y músico argentino, hijo del músico Moris. Antonio pasó su infancia y parte de la adolescencia entre Buenos Aires y Madrid.

## Biografía
Comenzó con la música debido a la influencia familiar. En 1986, se instaló en Buenos Aires como periodista en una revista de rock, hasta que el director Marcelo Piñeyro lo convocó a la película Tango feroz: la leyenda de Tanguito, filme donde Birabent interpreta a su propio padre.
En 1997, actúa en la película Pequeños milagros, de Eliseo Subiela.
Luego se instala en Madrid, y graba: Azar (inédito) y Anatomía (2000).
En Canal 9 realizó un importante protagónico en 2006, en la tira diaria El tiempo no para, con las actuaciones de Nacha Guevara, Dolores Fonzi, Walter Quiroz y Julieta Ortega.
En 2007 y 2008 actuó en la serie holandesa Julia's Tango, que fue filmada en Buenos Aires y hablada en inglés.
En el 2010, actuó en la novela de Telefe Caín y Abel como hermano del protagonista de la novela (Joaquín Furriel). Su actuación duró aproximadamente 30 minutos, ya que el personaje moría en el primer o segundo episodio, pero su participación se extendió más porque filmó escenas de flashbacks.

## Televisión
| Año       | Título                           | Personaje                             | Canal         |
| --------- | -------------------------------- | ------------------------------------- | ------------- |
| 1991      | Rocanrol                         | Conductor                             | Music 21      |
| 1992      | Rocanrol                         | Conductor                             | América TV    |
| 1993-1994 | La cueva                         | Conductor                             | Telefe        |
| 1995      | Poliladron                       | Osvaldo Suárez                        | El Trece      |
| 1996-1998 | Verdad consecuencia              | Martín Pastor                         | El Trece      |
| 2000      | Por ese palpitar                 | Iván                                  | América TV    |
| 2001      | Un mundo de sensaciones          | Rodi                                  | América TV    |
| 2002      | Infieles                         | Reinaldo                              | Telefe        |
| 2004      | Epitafios                        | Bruno Costas                          | HBO/ El Trece |
| 2004      | Locas de amor                    | Damián Puentes                        | El Trece      |
| 2005      | Mujeres asesinas                 | Martín "Ep2: Ana D., mujer corrosiva" | El Trece      |
| 2006      | El tiempo no para                | Bruno Calagan                         | Canal 9       |
| 2007      | Mujeres asesinas 3               | Daniel "Ep7: Perla, anfitriona"       | El Trece      |
| 2007-2008 | Julian's tango                   | Raúl "Raú" Álvarez                    | Holanda       |
| 2009      | Los exitosos Pérez               | Adrián Cifuentes                      | Televisa      |
| 2010      | Para vestir santos               | Roy                                   | El Trece      |
| 2010      | Caín y Abel                      | Facundo Vedia                         | Telefe        |
| 2011      | Proyecto aluvión                 | Adolfo                                | Canal 9       |
| 2012      | Perfidia                         | Mariano Lauren                        | TV Pública    |
| 2012      | Graduados                        | Franco Viglianchino                   | Telefe        |
| 2014      | La celebración                   | Diego "Ep2: Cumpleaños"               | Telefe        |
| 2014      | La celebración                   | Mario "Ep11: Despedida de soltero"    | Telefe        |
| 2014-2015 | Viudas e hijos del rock and roll | Bruno Viale                           | Telefe        |
| 2015      | Dispuesto a todo                 | Julián Manso                          | El Trece      |
| 2015-2016 | La casa del mar                  | Ministro Raúl Méndez                  | OnDirec TV    |
| 2017      | Supermax                         | Sandro Tifón                          | TV Pública    |
| 2017      | Quiero vivir a tu lado           | Antonio Pardini                       | El Trece      |
| 2018      | Edha                             | Julián Bustamante                     | Netflix       |
| 2018      | Rizhoma Hotel                    | Gerardo                               | Telefe        |
| 2021      | Maradona, sueño bendito          | Pablo Cosentino                       | Prime Video   |
| 2023      | Días de gallos                   | Cristian                              | Max           |

## Cine
- Tango feroz, la leyenda de Tanguito (1993)
- El impostor (1997)
- Pequeños milagros (1997)
- Lisboa (1999)
- Sabés nadar? (2002)
- Días de mayo (2008)
- Tres deseos (2008)
- 5.5.5 (2012)
- Un mundo seguro (2012) ...Carlos Rozzi / Charly Mad
- Granada y al Paraíso (2015) ...Fabián
- Camino sinuoso (2018) ...

## Discografía
- Todo Este Tiempo (1994)
- Morir y Matar (1995)
- Azar (1997)
- Ep (1999)
- Anatomía (2000)
- Anatomix (2001)
- Cardinal (2002)
- Buenos Aires (2003)
- Tiempo y Espacio (2005)
- Demoliciones (2007)
- Sopa (2008).
- Armonía Casera Mayor (2009)
- Familia Canción (2011) a dúo con Moris
- Cambalache (2012)
- Lápiz, Papel y Guitarra (2013)
- Hijos del Rock (2016)
- O. (2016)
- Oficio Juglar (2018)
- El Interior del Volcán (2020)
- Flores en Versalles (2020) Banda Flores en Versalles
- La Última Montaña (2020) a dúo con Moris